# 岡崎市消防団
岡崎市消防団（おかざきししょうぼうだん）は愛知県岡崎市にある公的市民防災組織 。岡崎市消防本部総務課管下の組織。

## 概要
本消防団は、多団制を敷いており、2013年現在21消防団107部、1517人編成されている。

## 活動
火災や地震、台風等の災害時に出動、活動するほか、地域の祭りや行事等のボランティアとして交通整理などを行う。

## 通常装備
- ポンプ自動車12台
- 小型動力ポンプ付積載車25台
- 積載車76台
- 軽積載車4台
- 小型動力ポンプ88台

## 岡崎市消防団一覧
| - 広幡消防団 - 1〜7部 - 連尺消防団 - 1〜4部 - 梅園消防団 - 1〜3部 - 根石消防団 - 1〜3部 - 三島消防団 - 1〜4部 - 六名消防団 - 1〜4部 - 羽根消防団 - 1〜4部 - 岡崎消防団 - 1〜5部 - 美合消防団 - 1〜4部 - 男川消防団 - 1〜5部 - 福岡消防団 - 1〜5部 | - 竜谷消防団 - 1〜3部 - 藤川消防団 - 1〜3部 - 山中消防団 - 1〜3部 - 本宿消防団 - 1〜3部 - 河合消防団 - 1〜3部 - 常磐消防団 - 1〜7部 - 岩津消防団 - 1〜13部 - 矢作消防団 - 1〜5部 - 六ツ美消防団 - 1〜4部 - 額田消防団 - 1〜13部 - 機能別団員 |

## 関連事項
- 岡崎市